# Orla Olsen
Hans Orla Emil Olsen (født 31. august 1899 i København, død 13. maj 1949 i Kongens Lyngby) var en dansk atlet, medstifter og leder af Dansk Nordisk Front.
Orla Olsen var medlem af Idrætsforening Sparta. Han deltog i maratonløbet ved OL 1928 i Amsterdam, hvor han ikke kom i mål. Han nåede 2:56,07 i maraton 1926 i København og 3:02,47 i 1927.
Orla Olsen var med til at stifte Dansk Nordisk Front i 1940. Han havde frem til det været sysselleder i Danmarks Nationalsocialistiske Arbejderparti, men havde meldt sig ud, fordi han var imod, at partiet var afhængigt af en bestemt udenlandsk magt. Dansk Nordisk Front tilsluttede sig den 17. oktober 1940 sammen med andre organisationer "Den nationale Blok". Han var gauleiter for Københavns nazister. Han blev 30. juli 1947 fundet af svensk politi under en razzia på en bondegård udenfor Visby på Gotland, hvor han ventede på transport til Argentina. Han blev sendt tilbage til Danmark, hvor han døde i 1949, 49 år gammel.